# Elfriede Ringsgwandl

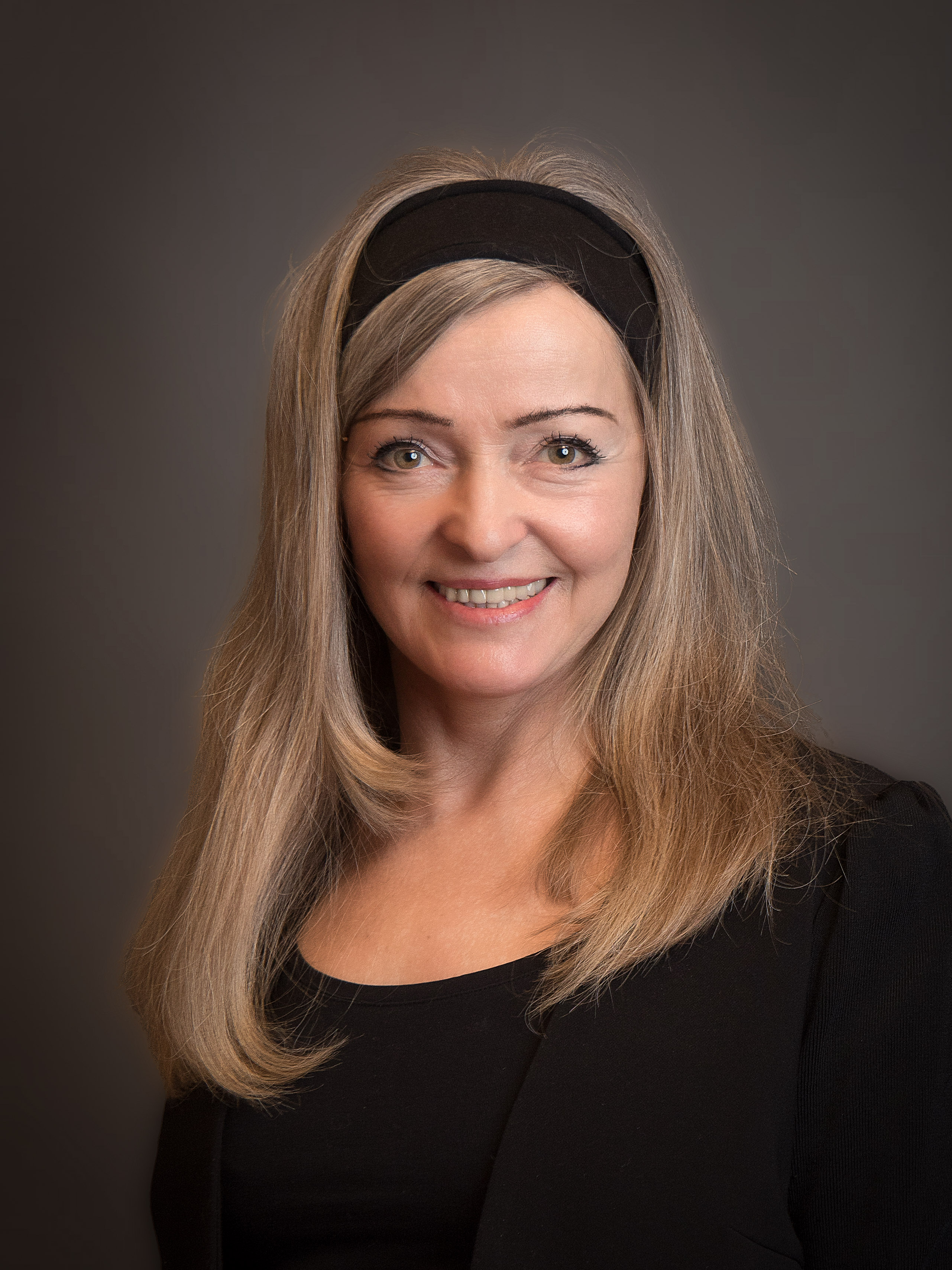
Elfriede Ringsgwandl, 2018

Anna Elfriede Ringsgwandl, ehemals Ebner und geborene Daxlberger (* 1961 in Rosenheim), ist eine deutsche Theaterautorin, -regisseurin und -schauspielerin aus der Chiemgauer Region. Gemeinsam mit ihrem Ehemann Erwin Ringsgwandl leitet sie das Theaterzelt Riedering, ein Theater zur Aufführung eigener Mundartstücke.

## Leben
Elfriede Ringsgwandl kam als Tochter des Bäckers Josef „Sepp“ Daxlberger und dessen Frau Maria, geborene Staber, zur Welt und wuchs im oberbayerischen Ort Riedering (Landkreis Rosenheim) auf. Hier absolvierte sie eine Lehre im elterlichen Bäckereibetrieb. Bereits als Jugendliche engagierte sie sich bei kleinen Aufführungen und Musicals und drehte Kurzfilme. Als 18-Jährige heiratete sie ihren ersten Ehemann, Helmut Ebner. Aus dieser Ehe ging Tochter Maria Ebner hervor, die durch ihre Hauptrolle als „Himmegugga Maria“ geläufig und mittlerweile vorwiegend in Berlin als Musikerin und Aktionskünstlerin unter dem Namen Maria Imania (vorm. Maria Imaniel) aktiv ist.
1998 beteiligte sich Elfriede Ringsgwandl an der Gründung eines Theatervereins. Ihr erstes eigenes Theaterstück Der Zigeunerbauer (94 Mitspieler) wurde außer auf der damaligen Freilichtbühne Riedering auch in Neukirchen am Simssee unter ihrer Regie aufgeführt. 2002 heiratete sie den Metallbildhauer und Musiker Erwin Ringsgwandl. Im selben Jahr kam es zur Gründung der E. & E. Ringsgwandl GbR (Theater zur Aufführung eigener Stücke). In den Jahren von 2002 bis einschließlich 2012 erfolgten Aufführungen in Theaterzelten mit verschiedenen Standorten, zeitweise auch als Reisetheater (z. B. Tollwood-Festival, München).
Am 19. August 2006 war die Uraufführung von Elfriede Ringsgwandls Stück Da Himmegugga. 2012 kam es zur Errichtung des heutigen großen „Theater-Palast-Zelts“ auf dem Sportplatzgelände in Riedering: ein Viermastzelt mit 600 m² fester Spielbühne, das für die Aufführung des Stückes Gsindlkind (Uraufführung am 17. Juli 2012) benötigt wurde.
Bereits nach 900 Vorstellungen des Stücks Da Himmegugga hatte dieses über 100.000 Besucher. Mitte 2016 gab es die 1000. Vorstellung des Bühnenstücks. Das Himmegugga-Ensemble brachte seit der Uraufführung 2006 bis 2018 mehr als 1200 Aufführungen des Himmegugga-Stücks um den Erfinder Josef Hufnagel, genannt „Da Himmegugga“, und wurde von über 150.000 Zuschauern besucht.
Elfriede Ringsgwandl leitet das Theaterensemble mit Schauspielern und Mitgliedern aus vier Generationen. Auch ihre vier Kinder und ihre Großfamilie gehören fest zum Team. Tochter Jenny, die als Anderhalbjährige erstmals auf der elterlichen Bühne zu sehen war, hatte in Hans Steinbichlers Spielfilm Eine unerhörte Frau (2016) eine erste Filmrolle. Im Theaterzelt arbeitet Elfriede Ringsgwandl als Regisseurin und zugleich als Theaterautorin und -schauspielerin.
Anfang November 2011 berichtete das BR Fernsehen über Elfriede Ringsgwandl mit dem Beitrag Weibsbilder: Elfriede und ihr Theater in der  Wir-in-Bayern-Episode Lust auf Heimat (Moderation: Sabine Sauer) und im September 2012 in der Lebenslinien-Folge Elfriede macht Theater! (Regie und Drehbuch: Birgit Eckelt). 2015 interviewte sie Jörg van Hooven, Chefredakteur des Lokalsenders münchen.tv, in einer Folge der Reihe Menschen in München seines Senders. Am 3. Januar 2017 widmete sich der Hörfunksender BR Heimat mit einer Folge seiner Reihe Habe die Ehre! der Geschichte von Elfriede Ringsgwandl (Moderation: Conny Glogger). Im Oktober 2017 berichtete der Regionalsender rfo in einer Folge der Reihe Süd Wissen über das Theaterzelt Riedering.

## Werke
Bühnenstücke:
- 1998: Der Zigeunerbauer
- 2006: Da Himmegugga,  Ecking am Simssee, großes Theaterzelt Riedering und Tollwood-Festival in München
- 2012: Gsindlkind, erstes großes Stück, das im Theaterzelt in Riedering aufgeführt wurde
- 2017: Elias

Alle vier Bühnenwerke werden bis heute (Stand: 2018) gespielt. 2019 ist ein neues Stück in Planung.
Puppentheaterstücke:
- 2002: Lukas Straßenkind, auch aufgeführt auf dem Tollwood-Festival in München (–2010)
- 2003: Der König der Welt, Aufführungen im Theaterzelt in Ecking am Simssee und Tollwood-Festival in München (–2010)

## Auszeichnungen
- 1998 BMW Group Award für Interkulturelles Lernen[2]
- 2017 Kulturpreis des Wirtschaftlichen Verbandes Rosenheim mit dem Riederinger Theaterzelt[21][22]
- 2018 Oberbayerischer Kulturpreis[23]